# 洪呼王

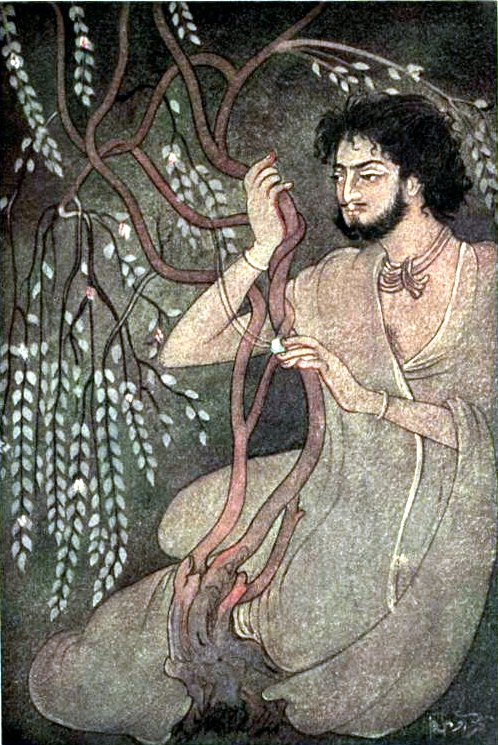
洪呼王

洪呼王（IAST：Pururavas）是印度神话中的人物，婆罗多族始祖、月亮王朝創始者。
根據吠陀經典，他是一個與太陽神蘇利耶和黎明女神烏莎斯有關的實體，被認為居住在宇宙的中間地域。《吠陀經》（X.95.18）記載他是伊拉的兒子，並且是一位虔誠的統治者。然而，《摩訶婆羅多》記載伊拉既是他的母親又是他的父親。根據《毗濕奴往世書》的說法，他的父親是部陀，是普鲁拉瓦斯部落的祖先，而由此部落分別出了《摩訶婆羅多》中的雅度族、俱盧族和般度族。

## 簡介
洪呼王生於宇迦三分時，是部陀和伊拉的兒子。而部陀是蘇摩（月神旃陀羅）的兒子，因此洪呼王被認為是第一位月亮族（Chandravamsha）的國王。

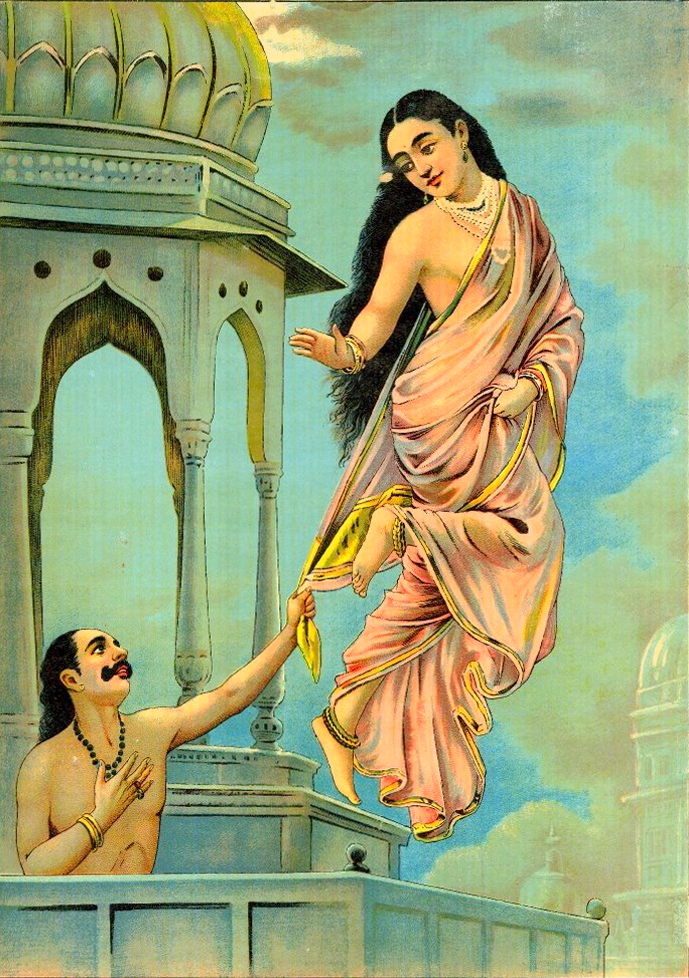
印度著名畫家拉賈·拉維·瓦爾瑪所繪製的《廣延天女與洪呼王》

洪呼王是一位賢明而英俊的國君，他迎娶了天界飛天女神中最美的广延天女。夫妻感情如膠似漆，但天界卻因為失去女神而顯得黯淡無光。因此，雷神因陀羅派遣麾下的乾闥婆偷走天女的寵物羊，又讓閃電劃過，使得天女看到洪呼王的裸體，這違反了兩人當初的訂婚協議，天女因此離去。洪呼王離開自己的國家，日夜尋找妻子，終於在俱盧之野（Kuruksetra）與天女重遇。廣延天女與丈夫約定每年相聚一次，兩人結合生了六個孩子。最终感動了乾闥婆。他為洪呼王舉行了三聖火儀式，使其升入天界，夫妻得以長相廝守。
洪呼王與廣延天女共育有六個孩子——長壽（Ayu）、有智（Vishvayu）、阿摩婆蘇（Amavasu）、聞壽（Shrutayu）、堅壽（Shatayu）和林壽（Dridhayu），他們的後代稱為婆罗多族。長壽王之子友鄰王（Nahusha）通過苦行積累了許多功德，曾受邀擔任天界的眾神之首，後逐漸腐化墮落，而受到詛咒，被貶至凡間，化為邪惡巨蛇。在这之後又有迅行王（Yayati）、布盧王（Puru）、伊利那王 （Ilina，布盧五代孫）、豆扇陀王（Dushyanta）、婆羅多大帝（Bharata）、羊斗（Ajamidha）和哈斯汀王（Hastin，婆羅多之孫）、熊羆王（Riksh）、廣覆王（Samvarana）、俱盧王（Kuru，俱盧族的名祖，母親為太陽神蘇利耶之女炎娃）、波羅底波（Pratipa）等多位國君。一直到福身王與恒河女神生下天誓（即毗濕摩)、又與貞信生下花釧和奇武，之後广博仙人與奇武的遺孀生下持國與般度，兩人的孩子就是日後引發俱盧大戰的俱卢族(持國百子)與般度族(般度五子)。

## 大眾文化
印度泰盧固語作家夏蘭以洪呼王為靈感創作了同名戲劇《洪呼王》，該劇在泰盧固語觀眾中獲得了廣泛的好評。該劇在現代以動畫形式在英國和美國的 Amazon Prime 上發行。

## 外部連結
- 在Amazon Prime 觀看《洪呼王》

1. ↑  Dutt, Manmatha Nath. . WISDOM LIBRARY.   [2023-10-06]. ISBN 978-8-1831-5073-6. （原始内容存档于2023-04-04） （英语）.
2. ↑  Misra, V.S. . Bharatiya Vidya Bhavan. 2007: 57. ISBN 81-7276-413-8 （英语）.